# Chin (etnia)
Los chin (en birmano, ချင်းလူမျိုး, MLCTS: hkyang lu. myui, pronunciado /tɕɪ́ɴ lù mjó/) son un grupo étnico de Birmania. Los chin son uno de los grupos fundadores (junto con los kachin, shan y bamar) de la Unión de Birmania. Los chin son el principal grupo étnico del estado de Chin, que tiene muchos idiomas, culturas y tradiciones relacionadas. Según BBC News, «la gente de Chin […] es uno de los grupos minoritarios más perseguidos en Birmania».
Los chin son uno de los mayores grupos étnicos minoritarios de Birmania. Pertenecen a los grupos tibeto-birmanos y, probablemente, llegaron a Birmania —en especial al valle de Chindwin— en el siglo IX o X. La mayoría de los chin se desplazó hacia el oeste, donde se asentó en lo que es el actual estado Chin entre los años 1300 y 1400 de nuestra era. El significado original de «chin» no está claro, aunque muchos estudiosos han propuesto diferentes teorías.